# Dominik Livaković
Dominik Livaković (9 de gener de 1995) és un futbolista professional croat que juga com a porter pel Fenerbahçe SK.

## Carrera en equips
Livaković va unir-se al primer equip del NK Zagreb a l'inici de la temporada 2012-2013. Al principi va ser el segon porter de l'equip, va debutar a la lliga el 31 d'agost de 2012, jugant tot un partit en una derrota 1-0 a casa contra l'HNK Cibalia. Al cap de poc va esdevenir el primer porter de l'equip i va jugar un total de 104 partits de lliga durant quatre temporades, incloent-n'hi 90 a la Prva HNL.
El 30 d'agost de 2015 va acceptar unir-se al Dinamo de Zagreb a l'inici de la temporada 2016-2017. Va debutar a la lliga per l'equip el 2 d'octubre de 2016 en un empat sense gols a casa contra l'Hajduk Split. El 18 d'octubre de 2016 va jugar el seu primer partit a la Lliga de Campions en una derrota 1-0 contra el Sevilla.

## Carrera internacional
Livaković va rebre la seva primera convocatòria de la selecció nacional de futbol de Croàcia per un partit amistós contra Moldàvia el maig de 2016. Va ser titular per primera vegada en un partit de la Copa Xina 2017 contra la selecció xilena on Croàcia va perdre a la tanda de penals.
El maig de 2018 va ser convocat en l'equip preliminar de 32 homes de Croàcia per la Copa del Món de Futbol de 2018 a Rússia.
El 18 de juny de 2023 va jugar com a titular a la final de la Lliga de Nacions de la UEFA 2023 que Croacia va perdre contra Espanya 5-4 als penals després d'un empat a 2 després de la pròrroga.

## Estadístiques

### Internacional
Actualitzat el 21 de juny de 2018.
| Croàcia | Croàcia | Croàcia |
| Any     | Partits | Gols    |
| ------- | ------- | ------- |
| 2017    | 1       | 0       |
| Total   | 1       | 0       |

## Palmarès
NK Zagreb
- Segona lliga de Croàcia: 2013-2014